# 椙森神社

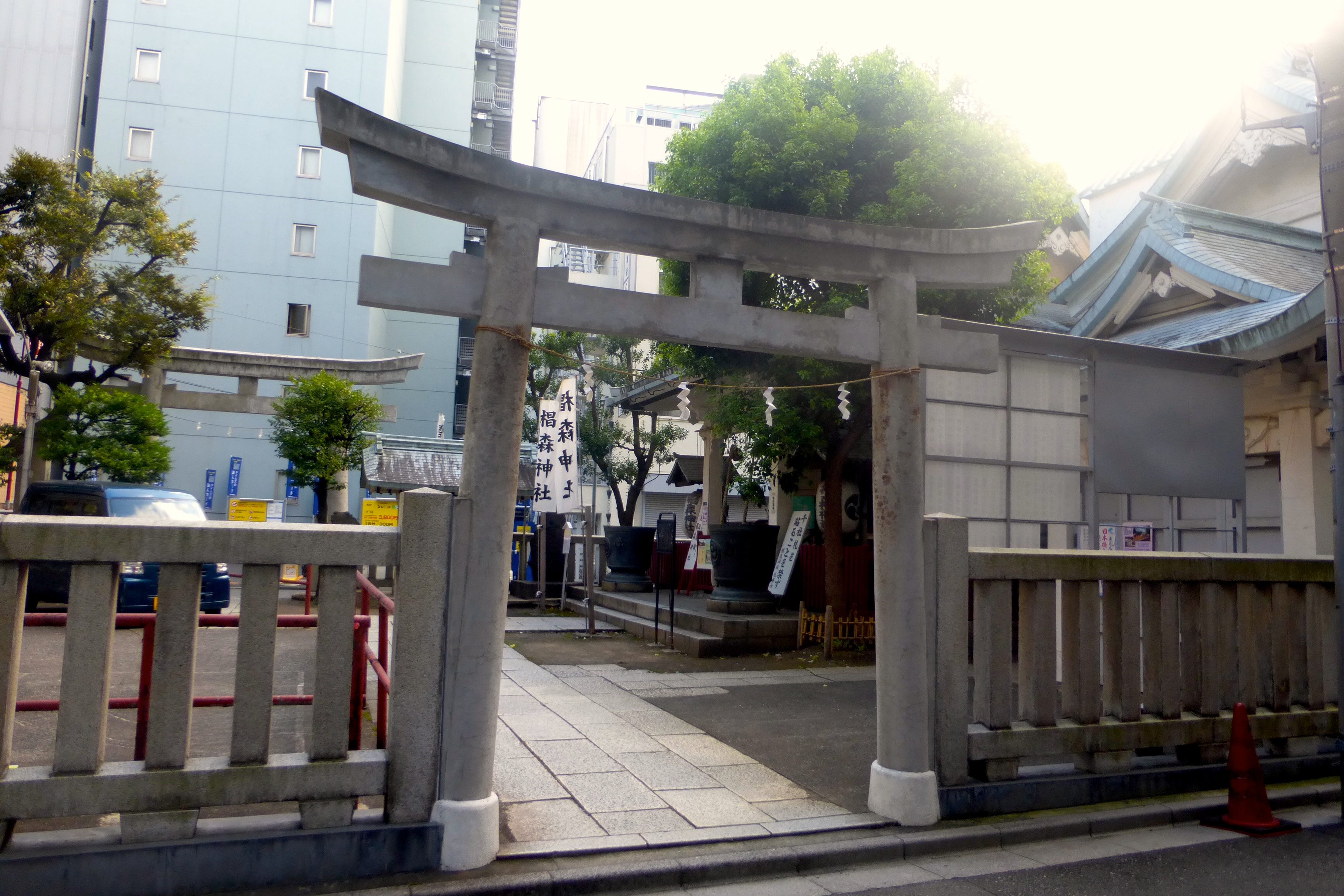
鳥居

椙森神社（すぎのもりじんじゃ）は、東京都中央区日本橋堀留町にある神社。現在は日本橋七福神の一つとして信仰されている。

## 祭神
- 五社稲荷大神（倉稲魂尊、素戔嗚尊、神大市比売、大巳貴大神、四大神）
- 恵比寿大神（相殿）

## 歴史
藤原秀郷が平将門の乱鎮定のため戦勝祈願し、戦後白銀の狐像を奉納したとされる。文正元年（1466年）には太田道灌が雨乞いに霊験があったとして山城国稲荷山五社大神を勧請して祀った。
江戸時代には江戸三森（椙森、柳森、烏森）の一つに数えられ、庶民だけでなく松平信綱や松平頼隆といった諸大名からも崇敬を集めるようになった。寛文年間には吉川惟足が大巳貴大神の託宣を受けて恵比寿大神を祀った。
社殿は関東大震災で焼失し、昭和6年（1931年）に鉄筋入り耐震構造で再建された。

## 境内
- 富塚の碑

当社で江戸時代に行われてい富くじをしのんで大正8年（1919年）に建てられた。現在のものは昭和28年（1953年）の再建。
- 大神輿

昭和6年9月、当社の一千年祭を記念して作製。総体350貫（約1.4t）。渡御は3年に1度。2011年は東日本大震災の影響で中止されたが、翌年に4年ぶりとなる渡御が行われた。

## 文化財

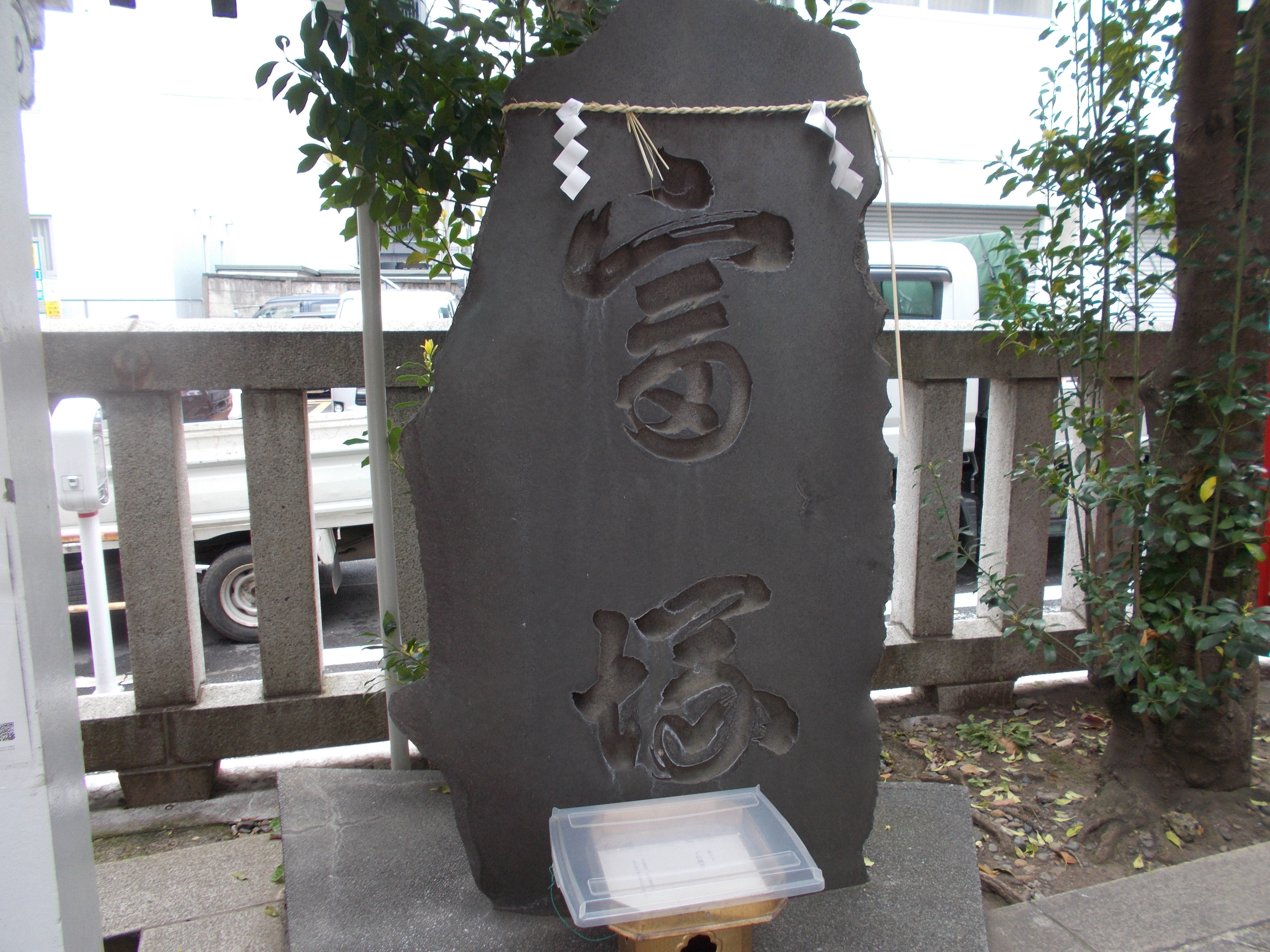
富塚の碑

- 椙森神社の富札・富塚の碑（中央区民文化財第42号）
- 椙森神社 附 造営関係資料（中央区民文化財第45号）
- 椙森神社文書（中央区民文化財第47号）

## 氏子地域
中央区日本橋堀留町
中央区日本橋人形町一丁目1から8･17から19、三丁目1から7
中央区日本橋本町二丁目7・8（関東大震災復興までの堀留町一丁目の区域のみ）

## 交通
- 東京メトロ日比谷線人形町駅・小伝馬町駅下車徒歩5分
- 江戸バス北循環堀留町一丁目下車

## 日本橋 七福神めぐり
近隣の神社と共に「日本橋七福神めぐり」の一社になっている。
- 笠間稲荷神社 東京別社（寿老神）
- 小網神社（福禄寿）
- 水天宮（弁財天）
- 末廣神社（毘沙門天）
- 椙森神社（恵比寿）
- 松島神社（大黒天）
- 茶ノ木神社（布袋）